# إدوارد إل. كيمبل
إدوارد إل. كيمبل (بالإنجليزية: Edward L. Kimball) هو قسيس أمريكي، ولد في 1930، وتوفي في 21 نوفمبر 2016.